# Orden de Carlomagno
La Orden de Carlomagno (en catalán Orde de Carlemany) es la única distinción civil que otorga el Gobierno del Principado de Andorra. 

## Historia de la Orden de Carlomagno
La Orden de Carlomagno se creó el 7 de diciembre de 2007 por el ministro de Cultura Juli Minoves Triquell. 
El nombre de la orden viene dado por el fundador del Principado de Andorra, el Emperador Carlomagno de los Francos, que entregó los Valles de Andorra al pueblo que vivía allí por haberle ayudado a derrotar a los sarracenos. Desde entonces, el nombre de Carlomagno se convirtió en un símbolo nacional y se encuentra bien vivo en algunas de las leyendas tradicionales andorranas.
Su finalidad es "recompensar los méritos de las personas que se han distinguido en su ámbito de trabajo y que hayan hecho servicios excepcionales para el Estado Andorrano".
El primer otorgamiento se realizó a mediados del año 2008, cuando el Gobierno de Andorra concedió la Medalla al escritor y humanista José Luis Sampedro Sáez, por su trayectoria al frente de la Universidad de Andorra. El mismo año, el Gobierno otorgó la Gran Cruz al arquitecto Frank Gehry, quién más tarde rehusó la condecoración. De este modo, y desde el año 2008, no se ha vuelto a conceder o proponer ninguna concesión para ninguna otra personalidad ilustre que se haya destacado por sus méritos para con el Principado de Andorra.
Después de la muerte de José Luis Sampedro Sáez, el 8 de abril de 2013, la Orden de Carlomagno no tiene ningún caballero o dama en vida, por lo que se consideró en estado "durmiente", pero fue incluida en la Ley 12/2022, de 12 de mayo, de Protocolo y Ceremonial como la segunda Orden superior del Principado de Andorra, justo debajo de la Cruz de los Siete brazos.
El nuevo reglamento de la Orden fue aprobado por el Consejo de Ministros el 22 de mayo de 2024.

## Estructura de la Orden de Carlomagno
La Orden de Carlomagno se estructura en cuatro grados:
- Collar.
- Gran Cruz (Gran Creu).
- Cruz (Creu).
- Medalla.

Las insignias de la Orden de Carlomagno son fabricadas por la prestigiosa joyería británica Spink & Son.
- El Gran Maestre de la Orden de Carlomagno es el presidente del Gobierno Andorrano (actualmente Xavier Espot Zamora) y, el Gran Canciller, el ministro de Cultura (actualmente Sílvia Riva González).
- Collar: Se desconoce el diseño del collar.
- Gran Cruz: Conjunto consistente en una placa de ocho puntas, rafagada y bañada en oro, en el centro de la cual se sitúan los cuatro cuarteles que conforman el Escudo de Andorra, dispuestos de forma circular y sin esmaltar, orlados por un círculo azul marino, donde se contienen las palabras VIRTUS UNITA FORTIORI, lema del Principado de Andorra. La placa va acompañada de una banda roja, de la que cuelga a través de una suspensión consistente en el Escudo de Andorra esmaltado, la insignia de la Orden, anclada y en plata dorada, en el centro de la cual está el busto de Carlomagno, de perfil y sin coronar, también en plata dorada, orlada por un círculo azul marino, donde se contienen las palabras ORDO CAROLI MAGNI ANDORRAE, la divisa de la Orden.

La Gran Cruz de la Orden de Carlomagno viene presentada en un estuche de cuero rojo, con el Escudo de Andorra grabado en la tapa. También se incluye una miniatura de la Cruz, sin escudo, y suspendida de una cinta roja.
- Cruz: No se ha fabricado todavía un conjunto específico de Cruz de la Orden de Carlomagno, pero conociendo la Gran Cruz, puede deducirse que la Cruz consta en una cruz anclada, en plata dorada, pendiente a una cinta roja a través de una suspensión consistente en el Escudo de Andorra esmaltado, en el centro de la cruz se encuentra el busto de Carlomagno, de perfil y sin coronar, también en plata dorada, orlado por un círculo azul marino, donde se contienen las palabras ORDO CAROLI MAGNI ANDORRAE, la divisa de la Orden.
- Medalla: Es la única pieza de la que se han publicado fotografías, correspondientes a la concesión hecha a José Luis Sampedro Sáez. Consiste en una medalla de plata, de estilo británico, donde aparece la efigie de Carlomagno con montañas de fondo y orlada por la divisa ORDO CAROLI MAGNI ANDORRAE, lema de la Orden.

## Miembros de la Orden de Carlomagno
- José Luis Sampedro (2008)

- Frank Gehry (2008) - La rechazó poco después de recibirla.